# Koh Rong
Koh Rong (auch: Kaôh Rōng) ist die zweitgrößte Insel Kambodschas. Sie befindet sich im Golf von Thailand etwa 15 km südlich der Küste der Provinz Koh Kong und etwa 25 km westlich der Stadt Sihanoukville. Die Insel hat eine Fläche von etwa 78 km² und ist ca. 15 km lang und bis zu 9 km breit. Auf Koh Rong gibt es vier Dörfer: Koh Tuich, Dam Dkeuw, Prek Svay und Soksan.
Koh Rong bildet zusammen mit einigen kleineren benachbarten Inseln den Kampong-Som-Archipel, der die Bucht Chhak Kampong Som zum Golf von Thailand hin abgrenzt. Die Insel ist Teil des Bezirkes Botum Sakor. 